# Вакцинація проти COVID-19 у В'єтнамі
Вакцинація проти COVID-19 у В'єтнамі — це кампанія масової імунізації населення В'єтнаму проти COVID-19 під час пандемії коронавірусної хвороби. Після схвалення вакцини AstraZeneca 30 січня 2021 року вакцинація в країні розпочалась 8 березня 2021 року, з метою досягти рівня повної вакцинації у 80 % до червня 2022 року. Вакцина Спутник V пізніше була схвалена для використання 23 березня 2021 року. Вакцина Sinopharm BIBP була схвалена для екстреного використання 4 червня 2021 року., тоді як вакцина Pfizer–BioNTech проти COVID-19, вакцина Moderna проти COVID-19 і вакцина Janssen проти COVID-19 були схвалені 12 червня 2021 року, 29 червня 2021 року та 15 липня 2021 року відповідно. В'єтнам схвалив вакцину ABDALA від Центру генної інженерії та біотехнології Куби 18 вересня 2021 року, та індійську вакцину «Коваксин» від «Bharat Biotech» 10 листопада 2021 року.
Це була найбільша в країні кампанія з імунізації, метою якої є введення понад 150 мільйонів доз вакцини. Станом на 6 квітня 2022 року у В'єтнамі було введено 207235119 доз вакцини по всій країні.

## Історія
У серпні 2020 року уряд В'єтнаму повідомив, що замовив 50–150 мільйонів доз вакцини «Спутник V» у Росії. Росіяни також мали передадуть В'єтнаму низку машин, біопрепаратів і обладнання для профілактики COVID-19, в тому числі свою вакцину. Тим часом в'єтнамські дослідники продовжують розробку власної вакцини. На початку червня 2020 року міністр охорони здоров'я Нгуєн Тхань Лонг підтвердив, що Росія погодилася надати В'єтнаму 20 мільйонів доз «Спутник V» у 2021 році. Компанія «Vabiotech» також почне упаковувати вакцину «Спутник V» у В'єтнамі з липня зі щомісячною потужністю 5 мільйонів доз. 21 липня 2021 року було повідомлено, що у В'єтнамі «Vabiotech» вперше виготовила партію «Спутник V». До цього, 12 липня 2021 року, уряд дозволив компанії «T&T Group» вести переговори з Фондом прямих інвестицій Російської Федерації щодо 40 мільйонів додаткових доз вакцини «Спутник V» за власні кошти; не з державного бюджету чи фонду вакцин В'єтнаму. 4 серпня 2021 року «Vimedimex» підписала контракт на імпорт із компанією «Royal Strategics Partners», що базується в ОАЕ, на 10 мільйонів доз вакцини Janssen проти COVID-19; 5 мільйонів доз вакцини Pfizer проти COVID-19; 10 мільйонів доз вакцини проти COVID-19 «Спутник V». На час повідомлення сторони завершували оформлення юридичних документів для подання до міністерства охорони здоров'я для отримання ліцензії на імпорт.
У лютому 2021 року міністерство охорони здоров'я запропонувало уряду схвалити вакцини проти COVID-19 AstraZeneca, «Спутник V» та Moderna для застосування в країні задля запобіганню поширення та контролю епідемії, яка тривала в країні. Національний план вакцинації був підписаний заступником міністра охорони здоров'я 9 лютого 2021 року. В'єтнам мав отримати відгук щодо плану як один із необхідних кроків для отримання вакцин проти COVID-19 через механізм COVAX — глобальний механізм розробки, виробництва, постачання та закупівлі вакцин проти COVID-19 для всіх країн, особливо з низьким і середнім доходом. За словами COVAX підтверджено, що В'єтнам мав отримати 38,9 мільйона доз вакцини проти COVID у 2021 році. Перша партія вакцин, отримана через механізм COVAX, що налічувала 811200 доз, прибула до Ханойського міжнародного аеропорту Ной Бай 1 квітня 2021 року. 6 липня було підтверджено, що США надішлють до В'єтнаму 2 мільйонів доз вакцини Moderna через механізм COVAX. Через 10 днів, 16 липня, посольство США в Ханої повідомило міністерство охорони здоров'я, що країна підтримає В'єтнам 3 мільйонами додаткових доз вакцини Moderna. 25 липня міністерство охорони здоров'я повідомило, що В'єтнам отримав 3000060 доз вакцини Moderna, переданих COVAX урядом США. 1499960 доз було доставлено в Хошимін 24 липня, а 1500100 доз прибуло до Ханоя 25 липня. 25 серпня 2021 року під час зустрічі в Ханої віце-президент США Камала Гарріс оголосила про пожертвування В'єтнаму 1 мільйона доз вакцини Pfizer-BioNTech, які почнуть надходити протягом наступних 24 годин. Сполучені Штати надіслали до В'єтнаму 1,5 мільйона доз вакцини Pfizer проти COVID-19 через механізм COVAX 2 жовтня 2021 року, 608400 доз 7 жовтня та 397800 доз 8 жовтня. 24 та 25 жовтня 2021 року понад 2,6 мільйона доз вакцини Pfizer-BioNTech, переданих COVAX урядом США, прибули до В'єтнаму.
Компанія «AstraZeneca» також пообіцяла надати В'єтнаму близько 30 мільйонів доз вакцини через компанію VNVC. Окрім угоди з AstraZeneca, В'єтнам також активізував переговори з іншими виробниками. У травні 2021 року В'єтнам уклав угоду про купівлю 31 мільйона доз вакцини, виготовленої Pfizer і BioNTech, до кінця року, а також зареєстрував закупівлю до 10 мільйонів додаткових доз через COVAX за схемою розподілу витрат. 14 липня 2021 року компанія «Pfizer» зобов'язалася доставити до В'єтнаму 20 мільйонів доз вакцини для осіб віком 12–18 років у четвертому кварталі 2021 року. Загалом до кінця 2021 року «Pfizer» мала надали 47 мільйонів доз вакцини до В'єтнаму. В'єтнам також вів переговори з Індією про закупівлю 15 мільйонів доз вакцини «Коваксин».
Наприкінці червня В'єтнам також отримав 500 тисяч доз вакцини Sinopharm BIBP, хоча на той момент країна не замовила жодної дози цієї вакцини. У липні міністерство охорони здоров'я також дозволило компанії «Sapharco» в Хошиміні імпортувати 5 мільйонів доз вакцини «Sinopharm BIBP». Це друга компанія у В'єтнамі, якій дозволено імпортувати вакцину від COVID-19 після VNVC. Вакцину Sinopharm BIBP вводитимуть громадянам Китаю у В'єтнамі, тим, хто бажає поїхати, навчатися чи працювати в Китаї, а також тим, хто проживає в прикордонних з Китаєм районах. Наприкінці липня та на початку серпня 2021 року місто Хошимін отримало 2 мільйони з 5 мільйонів доз вакцини Sinopharm BIBP, закуплених компанією «Sapharco». 23 серпня міністерство оборони В'єтнаму також отримало 200 тисяч доз вакцини Sinopharm BIBP, подарованих міністерством національної оборони Китайської Народної Республіки. 1 мільйон доз вакцини Sinopharm-Hayat, придбаної компанією «Vimedimex», прибув до аеропорту Нойбай 29 вересня 2021 року.
У 2021 році Японія також передала В'єтнаму 4,08 мільйона доз вакцини AstraZeneca, причому перша партія надійшла в червні. 14 липня 2021 року уряд Румунії повідомив про пожертвування 100 тисяч доз вакцини AstraZeneca до В'єтнаму, та розглянув можливість надіслати більше найближчим часом. 19 липня уряд Румунії вирішив збільшити кількість вакцин, надісланих до В'єтнаму, до 300 тисяч доз. Ця пожертва надійшла до В'єтнаму 25 серпня 2021 року.
Австралія також зобов'язалася надати 40 мільйонів австралійських доларів допомоги, і 5,2 мільйона доз вакцини для В'єтнаму. 403 тисячі доз вакцини проти COVID-19, яка є частиною цього зобов'язання, надійшли 26 серпня, а ще 300 тисяч доз надійшло 6 жовтня. 26 липня Чехія також оголосила про пожертвування 250 тисяч доз вакцини для В'єтнаму, а через 2 дні Велика Британія 28 липня також оголосила, що надішле 415 тисяч доз вакцини до В'єтнаму. 3 серпня 2021 року В'єтнам отримав 415 тисяч доз вакцини AstraZeneca від Великобританії. 11 серпня уряд Угорщини вирішив передати В'єтнаму 100 тисяч доз вакцини AstraZeneca. 12 серпня 2021 року президент Франції Емманюель Макрон оголосив про передачу В'єтнаму 670 тисяч доз вакцини через механізм COVAX. Наприкінці серпня 2021 року уряд Польщі також вирішив передати В'єтнаму понад 501 тисячу доз вакцини AstraZeneca, які прибули до міжнародного аеропорту Нойбай 21 серпня. 25 серпня 2021 року повідомлено, що уряд Італії вирішив передати В'єтнаму 801600 доз вакцини AstraZeneca через механізм COVAX, а Китай передасть В'єтнаму додаткові 2 мільйони доз вакцини. 3 вересня було повідомлено, що уряд Німеччини вирішив передати В'єтнаму близько 2,5 мільйона доз вакцини AstraZeneca. 852480 доз вакцини AstraZeneca, наданих Німеччиною через механізм COVAX, прибули до В'єтнаму 16 вересня, а інша партія з 2,6 мільйона доз вакцини AstraZeneca прибула 26 вересня.
У вересні 2021 року загалом Італія передала В'єтнаму понад 2,8 мільйона доз AstraZeneca, що зробило В'єтнам одним із найбільших пріоритетних партнерів Італії у сфері вакцин. Бельгія та Словаччина також передали В'єтнаму 200 тисяч доз вакцини AstraZeneca. Сербія також вирішила надіслати В'єтнаму 20 тисяч доз вакцини проти COVID-19. 12 жовтня 2021 року Південна Корея також вирішила передати В'єтнаму 1,1 мільйона доз вакцини AstraZeneca. 14 жовтня 2021 року до В'єтнаму прибули 560 тисяч доз вакцини AstraZeneca і 12,5 тонн медичних товарів з Угорщини, Хорватії та Словаччини. 15 жовтня міністерство охорони здоров'я отримало майже 2 мільйони доз вакцини AstraZeneca, з них 890 тисяч доз із Польщі; 1,1 мільйона доз із Південної Кореї, та понад 2 мільйони доз пожертвувала Італія. 29 жовтня прем'єр-міністр Кувейту вирішив передати В'єтнаму 500 тисяч доз вакцини проти COVID-19.
Куба також пообіцяла поставити до В'єтнаму 10 мільйонів доз вакцини ABDALA проти COVID-19 до кінця 2021 року. 25 вересня після візиту президента В'єтнаму на Кубу до В'єтнаму прибуло 1,05 мільйона доз вакцини ABDALA та багато медичного обладнання.
У липні 2021 року міністерство охорони здоров'я дозволило змішувати першу та другу дози вакцин Oxford-AstraZeneca та Pfizer-BioNTech у разі обмеженої пропозиції вакцини та згоди вакцинованого.
Наприкінці липня 2021 року провінція Донгтхап дозволила місцевій компанії купити 200 тисяч доз доз вакцини «Nanocovax».
7 травня 2021 року у В'єтнамі зафіксували першу смерть після введення вакцини AstraZeneca. Померла була 35-річним медпрацівником у провінції Анзянг.
8 вересня 2021 року В'єтнам дозволив тим, хто отримав першу дозу вакцини Moderna, отримати друге щеплення іншою вакциною через нестачу вакцини.
14 жовтня 2021 року міністерство охорони здоров'я дозволило використання вакцини проти COVID-19 для дітей віком від 12 до 17 років.
10 грудня 2021 року місто Хошимін ініціювало кампанію із введення третіх доз щеплень вакцин AstraZeneca та Pfizer дорослим старше 50 років, особам із ослабленою імунною системою та працівникам екстрених служб. У 2022 році місто планувало вакцинувати третьою дозою всіх дорослих віком від 18 років.

### Використання вакцин
Станом на 21 листопада 2022 року до В'єтнаму надійшло загалом 230910514 доз вакцини. Уряд розпочав закуповувати вакцини проти COVID-19 з різних джерел:
| Вакцина            | Походження               | Прогрес                         | Замовлені дози | Доступні дози | Схвалення         | Застосування   | Примітки |
| ------------------ | ------------------------ | ------------------------------- | -------------- | ------------- | ----------------- | -------------- | --- |
| Oxford–AstraZeneca | Велика Британія, Швеція  | III фаза клінічних досліджень   | 55 мільйонів   | 65,223,076    | 30 січня 2021     | 8 березня 2021 | Включаючи додаткові дози, надані COVAX та іншими країнами..                                                                            |
| Спутник V          | Росія                    | III фаза клінічних досліджень   | 30 мільйонів   | 1,608,998     | 23 березня 2021   | березень 2021  | Включно з дозами, подарованими Росією Включно 100,000 доз «Спутник Лайт». Виробництво у В'єтнамі компанією «Vabiotech Pharmaceutical». |
| Sinopharm BIBP     | КНР                      | III фаза клінічних досліджень   | 33 мільйонів   | 52,261,200    | 4 червня 2021     | 10 липня 2021  | Включаючи додаткові дози, пожертвувані Китаєм.                                                                                         |
| Sinopharm BIBP     | ОАЕ                      | III фаза клінічних досліджень   | 30 мільйонів   | 52,261,200    | 10 вересня 2021   | 1 жовтня 2021  | Під назвою «Hayat-Vax». |
| Pfizer–BioNTech    | Німеччина, США           | III фаза клінічних досліджень   | 51 мільйонів   | 92,590,080    | 12 червня 2021    | 17 липня 2021  | Перша партія була доставлена в липні 2021 року. Включаючи додаткові дози, надані Сполученими Штатами через COVAX.                      |
| Moderna            | США                      | III фаза клінічних досліджень   | 5 мільйонів    | 14,077,160    | 29 червня 2021    | 17 липня 2021  | Включаючи додаткові дози, надані COVAX.                                                                                                |
| Janssen            | Бельгія, Нідерланди, США | III фаза клінічних досліджень   | 10 мільйонів   | Ні            | 15 липня 2021     | В очікуванні   | |
| ABDALA             | Куба                     | III фаза клінічних досліджень   | 10 мільйонів   | 5,150,000     | 18 вересня 2021   | жовтень 2021   | |
| Коваксин           | Індія                    | III клінічних досліджень        | Невідомо       | Ні            | 10 листопада 2021 | В очікуванні   | |
| Nanocovax          | В'єтнам                  | III фаза клінічних досліджень   | 200,000        |               | В очікуванні      | В очікуванні   | |
| ARCT-154           | США, В'єтнам             | I-III фаза клінічних досліджень |                |               |                   |                | |
| Covivac            | В'єтнам                  | II фаза клінічних досліджень    | Невідомо       |               |                   |                | |
| Vabiotech          | В'єтнам                  | I фаза клінічних досліджень     | Невідомо       |               |                   |                | |

- Навіть коли китайці повідомили, що нададуть пріоритетний доступ до «Коронавак» і вакцини Sinopharm BIBP[137], В'єтнам став останньою країною АСЕАН, яка публічно заявила, що не буде їх використовувати через антикитайські настрої серед громадськості.[138] В'єтнам також одним з останніх схвалив китайські вакцини.[139]
- Щодо вакцин проти COVID-19 місцевого виробництва, МОЗ країни очікувало, що перша партія буде готова до використання наприкінці третього кварталу 2021 року. Ці вакцини можуть бути включені в кампанію вакцинації в країні в 2022 році, щоб забезпечити джерело постачання та захист здоров'я, а також подолати труднощі при закупівлі іноземних вакцин.[140] Клінічні дослідження двох вакцин місцевого виробництва, Nanocovax і COVIVAC, було розпочато з січня по березень 2021 року відповідно.[141][142] 21 липня 2021 року, за даними російського суверенного фонду капіталу РФПІ та в'єтнамської фармацевтичної компанії «Vabiotech», перша тестова партія російської вакцини «Спутник V» була виготовлена у В'єтнамі.[17][143] Перші валідаційні зразки, взяті з партії, були відправлені в інститут імені Гамалії в Росії для перевірки якості. 24 вересня, після того, як було визначено, що вона відповідає стандартам якості, розпочалося масове виробництво цієї вакцини у В'єтнамі.[144]

### Місцеве виробництво
| Вакцина   | Виробнича потужність         | Виробник                                           | Примітки                                                      |
| --------- | ---------------------------- | -------------------------------------------------- | ------------------------------------------------------------- |
| Nanocovax | 8–12 мільйонів доз на місяць | «Nanogen Pharmaceutical Biotechnology JSC»         | Здатний збільшити потужність до 30–50 мільйонів доз на місяць |
| Covivac   | 6–30 мільйонів доз на рік    | Інститут вакцин і медичних біопрепаратів           |                                                               |
| Спутник V | 5 мільйонів доз на місяць    | Вакцинно-біологічне підприємство № 1 («Vabiotech») |                                                               |
| ARCT-154  | 200 мільйонів доз на рік     | «Vinbiocare»                                       |                                                               |

### Вакцини на експериментальній стадії
| Кандидати на вакцину, розробники і спонсори                                                      | Тип (технологія)                                                                             | Проєкт поточного етапу досліджень (учасники)                                                                                     | Завершальний етап | Посилання                                               |
| ------------------------------------------------------------------------------------------------ | -------------------------------------------------------------------------------------------- | --- | --- | ------------------------------------------------------- |
| ARCT-154 Arcturus Therapeutics, Vinbiocare                                                       | РНК-вакцина                                                                                  | Фаза III (21 000) Фаза I/II/III (21 000): рандомізоване, подвійне сліпе, плацебо-контрольоване. Серпень–грудень 2021 р., В'єтнам | Доклінічний | [ 148 ] [ 149 ] [ 150 ] [ 151 ] [ 152 ] [ 153 ] [ 154 ] |
| Nanocovax «Nanogen Pharmaceutical Biotechnology JSC»                                             | Субодинична (рекомбінантний білок шиповидних відростків SARS-CoV-2 з алюмінієвим ад'ювантом) | Фаза III (13 000), червень–вересень 2021 р., В'єтнам                                                                             | Фаза I—II (620) Фаза I (60): відкрите включення, підвищення дози. Фаза II (560): рандомізація, подвійне сліпе, багатоцентрове, плацебо-контрольоване. Грудень 2020 — червень 2021, В'єтнам | [ 155 ] [ 156 ] [ 157 ] [ 158 ] [ 159 ]                 |
| Covivac Інститут вакцин і медичних біопрепаратів                                                 | Вірусний вектор                                                                              | Відкладено | Фаза I—II (495) Фаза I (120): відкрите включення, підвищення дози Фаза II (375): Рандомізовані, без спостереження. Березень 2021 — грудень 2021, В'єтнам                                   | [ 160 ] [ 161 ] [ 162 ]                                 |
| Вакцина Vabiotech проти COVID-19 «Vaccine and Biological Production Company No. 1» («Vabiotech») | Субодинична                                                                                  | Доклінічні дослідження. Очікується проведення першої фази дослідження                                                            | ? | [ 136 ]                                                 |

30 листопада 2021 року речник групи розробників вакцини Covivac заявив, що наразі вони не можуть знайти місце з кількома тисячами людей, які не були щеплені проти COVID-19, і мають право брати участь у клінічних випробуваннях. У результаті команда розробників вирішила призупинити третю фазу досліджень на невизначений термін.

## Перебіг вакцинації
Компанія VNVC, яка відповідає за імпорт і зберігання вакцин у В'єтнамі, заявила, що готова мати персонал і приміщення для зберігання до 170 мільйонів доз вакцини. Компанія мала 49 регіональних відокремлених складів вакцин, 2 склади з морозильними камерами і 3 склади з холодильниками глибокого заморожування для зберігання вакцин при температурі від -40 до -86 °C . У лютому 2021 року потужність обслуговування системи VNVC становить до 100 тисяч клієнтів на день, і могла збільшити потужність для обслуговування до 4 мільйонів доз вакцин від COVID-19 на місяць.
За словами заступника міністра охорони здоров'я Чан Ван Тхуана, щоб отримати захист для більшості населення, В'єтнам повинен диверсифікувати поставки вакцин, включаючи вакцини місцевого виробництва, та максимізувати ресурси з бюджетів підприємств і місцевих адміністрацій на додаток до державного бюджету, щоб запустити програму вакцинації. Бюджет, необхідний для вакцинації 20 % населення, оцінюється в 6,739 трильйона в'єтнамських донгів (293,67 мільйона доларів США), але понад 90 % цих витрат фінансується за рахунок фонду COVAX. Уряд внесе 24 мільярди донгів, решта надійде від муніципальних і провінційних урядів і приватних джерел.
Міністерство охорони здоров'я 24 червня 2021 року створило наглядову комісію з проведення загальнонаціональної кампанії вакцинації проти COVID-19. Комітет складався з 5 підкомітетів, у тому числі: підкомітет з отримання, транспортування та зберігання вакцин, підкомітет з імунізації, підкомітет з безпеки вакцинації, підкомітет з нагляду за якістю вакцин, підкомітет із застосування інформаційних технологій управління вакцинацією та зв'язку, та постійного офісу керівництва комітету. Національний наглядовий комітет з проведення вакцинації проти COVID-19 очолював міністр охорони здоров'я. Командний пункт вакцинальної кампанії знаходився в міністерстві оборони, та керувався заступником начальника генштабу. Очікувалося, що буде створено 8 складів для зберігання вакцин, включаючи один склад у кожному військовому окрузі та один у ставці верховного командування у столиці країни Ханої . Коли вакцина прибуде в аеропорт, її одразу передадуть на військовий склад. Далі вакцини військовими транспортними засобами розвезуть до 19 тисяч пунктів вакцинації по всій країні.

## Прогрес вакцинації
| Вакцинація (станом на 1 червня 2023 року) | Вакцинація (станом на 1 червня 2023 року) | Вакцинація (станом на 1 червня 2023 року) | Вакцинація (станом на 1 червня 2023 року) |
| ----------------------------------------- | ----------------------------------------- | ----------------------------------------- | ----------------------------------------- |
| Введені дози                              | 266,419,940                               | 266,419,940                               | 266,419,940                               |
| Загальна кількість населення              | 97,580,000                                | 97,580,000                                | 97,580,000                                |
| 1-ша доза                                 | 2-га доза                                 | 3-тя і наступні дози                      |                                           |
| 90,268,546                                | 85,953,004                                | 90,198,390                                |                                           |

У середині березня 2021 року В'єтнам отримав 2 тисячі доз вакцини «Спутник V», подарованої урядом Росії, і використав її для майже 900 осіб. 1 серпня 2021 року В'єтнам отримав ще 10 тисяч доз вакцини «Спутник V», подарованих урядом Росії. 740 тисяч доз вакцини «Спутник V», наданих Російським фондом прямих інвестицій, прибули в аеропорт Нойбай у Ханої вдень 29 вересня 2021 року.
Перша партія вакцини, отриманих через механізм COVAX, з 811200 доз, прибула до Ханойського міжнародного аеропорту Нойбай 1 квітня 2021 року. В'єтнам отримав другу партію вакцини через механізм COVAX з 1682400 доз вакцини AstraZeneca, 16 травня. 2 серпня 2021 року через механізм COVAX до В'єтнаму доставлено додаткову партію з 1,18 мільйона доз вакцини AstraZeneca проти COVID-19, надісланої з виробничого підприємства «Laboratorio Univesal Farma» в Іспанії. 10 серпня 2021 року В'єтнам отримав 494400 доз вакцини AstraZeneca проти COVID-19 через COVAX.
117600 доз вакцини AstraZeneca проти COVID-19 за контрактом компанії VNVC прибули до міжнародного аеропорту Тансоннят у Хошиміні 24 лютого. Ще одна партія вакцини AstraZeneca проти COVID-19 з 288100 доз прибула в аеропорт Тансоннят 25 травня. Третя партія з 580 тисяч вакцин AstraZeneca проти COVID-19 за контрактом VNVC, прибула в аеропорт Тансоннят вранці 9 липня, а ще інша партія з 921400 доз прибула 15 липня. 23 липня 1228500 доз вакцини AstraZeneca прибули до міжнародного аеропорту Тансоннят, що було найбільшою партією на той час за контрактом між акціонерною компанією «Vietnam Vaccine Joint Stock Company» (VNVC) і AstraZeneca. 29 липня ще 659900 доз вакцини AstraZeneca проти COVID-19 прибули в аеропорт Тансоннят. 6, 13 і 19 серпня 2021 року 592100, 1113400 і 1209400 доз вакцини AstraZeneca COVID-19 за контрактом VNVC прибули в аеропорт Тансоннят. Ще одна партія з 1442300 доз вакциниз AstraZeneca, згідно з контрактом VNVC, прибула до Хошиміна 26 серпня. З 30 серпня по 1 вересня В'єтнам отримав 2016460 доз вакцини проти COVID-19 AstraZeneca за контрактом VNVC.
16 червня 2021 року В'єтнам також отримав 966 320 доз вакцини AstraZeneca, наданих Японією. 25 червня повідомлено, що Японія передасть ще 1 мільйон доз вакцини AstraZeneca до В'єтнаму. Перша партія цієї пожертви (400 тисяч доз) прибула до міжнародного аеропорту Тансоннят 2 липня, а друга партія прибула 9 липня. 16 липня Японія відправила до В'єтнаму ще 996740 доз вакцини AstraZeneca. 3 серпня 2021 року В'єтнам отримав 415 000 доз вакцини AstraZeneca, подарованих урядом Великої Британії. Наприкінці серпня В'єтнам також отримав 501600 доз і 300 тисяч доз вакцини AstraZeneca, наданих Польщею та Румунією. 26 серпня 2021 року В'єтнам отримав 404 тисячі доз вакцини проти COVID-19 у рамках зобов'язання Австралії надати 1,5 мільйона доз вакцини AstraZeneca для В'єтнаму через ЮНІСЕФ.
7 липня 2021 року перша партія вакцин Pfizer 3 97110 доз, прибула до міжнародного аеропорту Нойбай. Пізніше було підтверджено, що того дня В'єтнам отримав 746460 доз вакцин Pfizer. Днем раніше, 6 липня, також підтверджено, що США надішлють до В'єтнаму 2 мільйони доз вакцини Moderna проти COVID-19 через механізм COVAX. Ця партія вакцин прибула до В'єтнаму 10 липня. Ще одна партія з 3000060 доз вакцини Moderna, переданої через COVAX урядом США, прибула до Ханоя 24 і 25 липня. 11 серпня 2021 року та 26 серпня 2021 року В'єтнам отримав 217620 та 770 тисяч доз вакцин Pfizer, закуплених урядом. 25–27 серпня 2021 року В'єтнам отримав 1065870 доз вакцини Pfizer, подарованих урядом США. 30 серпня В'єтнам отримав 250800 доз вакцини проти COVID-19 AstraZeneca та Moderna, наданих Чехією.
Вакцинальна кампанія у В'єтнамі розпочалася 8 березня 2021 року з введення вакцини AstraZeneca медичним працівникам у Ханої, Хошиміні та провінції Хайзионг. Станом на 12 березня 2022 року повідомлено про введення 200179247 доз вакцини.
У Хошиміні багато людей зробили першу вакцинацію або отримали другу дозу більш ніж за місяць, але влада не оновила додаток для підтвердження вакцинації. Жорсткі правила деяких пунктів вакцинації полягали в тому, що вони покладалися лише на сертифікат вакцинації в додатку, через що багато людей втратили можливість вчасно отримати другу дозу.

## Побічні явища після імунізації
З 69 осіб медперсоналу польової лікарні Зіалай, яким ввели вакцину AstraZeneca 9 березня 2021 року, у 8 були легкі побічні ефекти, а у однієї жінки-медсестри були серйозні побічні ефекти. Через 5 хвилин після ін'єкції в цієї медсестри (з бронхіальною астмою в анамнезі) спостерігались оніміння навколо ротової порожнини, блювання, запаморочення, відчуття стиснення в грудях і утруднене дихання. Станом на 17 березня 2021 року 20 тисяч осіб були вакциновані, у 4078 випадків спостерігались побічні реакції, зокрема біль у м'язах, головний біль, діарея, гарячка або кропив'янка, у 5 — анафілаксія II ступеня та один випадок анафілаксії III ступеня, усі ці пацієнти перебували у стабільному стані. Міністерство охорони здоров'я попросило місцеві органи охорони здоров'я, які стикаються з серйозними поствакцинальними реакціями, створити професійну раду для оцінки їх причин. Проте у В'єтнамі не було зареєстровано жодного випадку серйозного тромбозу, який було зареєстровано в деяких європейських країнах.
7 травня 2021 року у В'єтнамі зафіксували першу смерть людини, щепленої вакциною AstraZeneca. Вона була 35-річною медичною особою з провінції Анзянг. Ця медична працівниця була щеплена вакциною AstraZeneca вранці 6 травня на місці вакцинації в регіональній загальній лікарні Танчау. Перед ін'єкцією її оглянули та пояснили про постін'єкційні реакції. Після ін'єкції у неї стався анафілактичний шок. За висновком департаменту охорони здоров'я Анзянга, причиною смерті стала анафілаксія на ґрунті алергії до нестероїдних протизапальних препаратів.
21 червня 2021 року у В'єтнамі зареєстровано другу смерть особи, щепленої вакциною AstraZeneca. Померлий був 26-річним учителем у Ханої. Йому зробили щеплення в медичному центрі в районі Донг Ань 20 червня після того, як він пройшов медичний огляд і отримав право на щеплення. Він помер о 23:15 21 червня через 39 годин після щеплення проти COVID-19. Причина його смертізалишилась невідомою. Стан 100 осіб, крім цього чоловіка, які отримали щеплення в тому центрі того дня, був стабільним.
Станом на 5 вересня 2021 року було зареєстровано 825305 легких побічних реакцій після імунізації (3,7 %) і 51 серйозних побічних реакцій (7 смертельних).
5 листопада 2021 року департамент охорони здоров'я Ханоя надав інформацію про інцидент із введенням вакцини Pfizer 18 дітям віком від 2 до 6 місяців у районі Куок Оай. Після ін'єкції у деяких дітей підвищилася температура, виникли почервоніння і набряк в місці ін'єкції, але не зафіксовано випадків анафілаксії.
23 листопада 2021 року було щонайменше 72 працівники у віці 25–30 років на взуттєвій компанії, у яких спостерігалися побічні ефекти після ін'єкції вакцини Vero Cell проти COVID-19. До 25 листопада 4 робітників померли. Влада провінції припинила введення решти 43 тисяч доз вакцини зі сховища, та розслідували причину цього інциденту.

## Громадська думка та ефективність вакцин
Опитування, проведене з жовтня по грудень 2020 року, показало, що у В'єтнам був один із найвищих показників прийнятності вакцинації у світі. 98 % опитаних відповіли, що точно або ймовірно зроблять щеплення, коли стане доступною вакцина проти COVID-19.
Опитування, проведене в середині жовтня 2021 року в лікарні тропічних захворювань у Хошиміні (де лікували важких хворих на COVID-19), показало, що 45 % із 349 пацієнтів мали легкий перебіг, а решта мали важкий перебіг.
При порівнянні легкого і важкого перебігу у вакцинованих і невакцинованих хворих, 74 % невакцинованої групи мали важкий перебіг. 40 % вакцинованих (які отримали одну або дві дози) мали важкий перебіг. 49 % тих, хто отримав одну дозу вакцини, мали важкий перебіг, тоді як лише 12 % тих, хто отримав другу дозу, мали важкий перебіг. У групі, яка отримала другі дози, був один випадок, який потребував інвазивної штучної вентиляції легень, і 5 випадків, коли потрібна була киснева маска. У групі, яка отримала лише одну ін'єкцію, інвазивна ШВЛ знадобилася в 10 випадках. У невакцинованій групі був 51 випадок, який потребував штучної вентиляції легень, і 3 випадки, коли була необхідна ЕКМО.